# Alouette d'Ash
Mirafra ashi
Espèce
Statut de conservation UICN

 EN B1ab(i,ii,iii,v) : En danger
L'Alouette de Ash (Mirafra ashi) est une espèce d’oiseaux. Comme toutes les alouettes elle appartient à la famille des Alaudidae. Elle est endémique de Somalie.

## Description
Cette espèce mesure 17 cm pour une masse de 31 à 42 g.

## Alimentation
Le régime alimentaire de cet oiseau n'est pas connu.